# Andrena prolixa
Andrena prolixa är en biart som beskrevs av Laberge 1980. Andrena prolixa ingår i släktet sandbin, och familjen grävbin. Inga underarter finns listade i Catalogue of Life.